# Гусев, Аркадий Яковлевич
Аркадий Яковлевич Гусев (1872—1937) — русский военный деятель, полковник. Герой Первой мировой войны.

## Биография
В службу вступил в 1890 году после окончания кадетского корпуса. В 1892 году после окончания Александровского военного училища по I разряду произведён в подпоручики.
В 1896 году произведён в поручики, в 1898 году в штабс-капитаны — старший офицер 6-й артиллерийской батареи. В 1904 году произведён в капитаны.
С 1904 года участник Русско-японской войны, за боевые отличия был награждён орденами Святой Анны 4-й степени «За храбрость» и Святого Владимира 4-й степени с мечами и бантом.
В 1905 году произведён в подполковники — командир 2-й батареи 3-го Восточно-Сибирского мортирного артиллерийского дивизиона. С 1907 года командир 4-й батареи 41-й артиллерийской бригады. С 1914 года участник Первой мировой войны — командир 2-го дивизиона 77-й артиллерийской бригады. В 1916 году За боевые отличияпроизведён в полковники.

Высочайшим приказом от 26 августа 1916 года за храбрость награждён орденом Святого Георгия 4-й степени:
За то, что в боях с 5 по 8 июня под дер. Люблинец Новый изучив лично, при обстановке исключительной трудности, под сильным огнём ружейным и артиллерийским подступы противника к нашим позициям и, имея свой наблюдательный пункт в передовых окопах, под таким же огнём, умелым руководством огня своих батарей, нанеся противнику громадные потери, дал возможность нашей пехоте удержать свои позиции и принять меры к одержанию успеха в дальнейших действиях

Высочайшим приказом от 13 октября 1916 года за храбрость награждён Георгиевским оружием: 
За то, что   в боях с 12-го по 15-е мая 1915 года, под Ярославом, находясь в положении исключительной опасности на передовом наблюдательном пункте, в сфере действительного ружейного огня, лично руководя огнём дивизиона, оказал решительное содействие своей пехоте в атаке деревни Колачки
После Октябрьской революции остался в России, служил в РККА. К 1937 пенсионер, проживал в городе Москве. 5 сентября 1937 года арестован органами НКВД СССР по обвинению в руководстве «контрреволюционной боевой террористической организацией». 1 декабря 1937 года приговорен тройкой УНКВД по Московской области к ВМН — расстрелу, в тот же день расстрелян. Захоронен в городе Бутово Московской области. Реабилитирован в 1956 году

## Награды
- Орден Святой Анны 4-й степени «За храбрость» (ВП 1905)
- Орден Святого Владимира 4-й степени с мечами и бантом (ВП 1905)
- Орден Святого Станислава 3-й степени с мечами и бантом (ВП 1901; Мечи — ВП 28.10.1916)
- Орден Святой Анны 2-й степени с мечами (Мечи — ВП 07.12.1916)
- Орден Святого Станислава 2-й степени с мечами (Мечи — ВП 04.04.1917)
- Орден Святого Владимира 3-й степени с мечами (ВП 30.06.1916)
- Орден Святого Георгия 4-й степени (ВП 26.08.1916)
- Высочайшее благоволение (ВП 28.09.1916)
- Георгиевское оружие (ВП 13.10.1916)